# Черният звяр
Черният звяр е името на черно, призрачно подобно на куче създание, за което се твърди, че обитава източния бряг на Англия (Норфолк, Есекс и Съфолк).

## Легендата
От векове хората в Северна Англия разказват истории за Адските ловци, които скитали вечер в тази част от страната. Тези зверове имали горящи очи и били много по-големи от голямо куче (били с размерите на малък кон, като някои били и по-големи). Те виждали понякога Адските ловци с придружители, като богинята Хел и ездачите на Уарги.

## Външност
Черният звяр е описван като голямо масивно подобно на куче или вълк същество, което ловува нощем. С дълга черна козина и остри като ножове зъби. Очите му са големи и светят в тъмното като дори то самото понякога е наблюдавано да свети в синкава светлина.

## Наблюдения
Най-известното наблюдение датира от 4 август 1577. То се случило в църквата в малко градче край Съфолк. Черният звяр нахлул през вратата и всял смут сред хората вътре. Те се разбягали, но Черния звяр хванал едно момче след което избягал. Случаят в тази църква бил описан в „А Straunge and Terible Wunder“ от преподобния Абрахам Флеминг през 1577:
| „ | This black dog, or the divel in such a linenesse (God hee knoweth al who worketh all) runing all along down the body of the church with great swiftnesse, and incredible haste, among the people, in a visible fourm and shape, passed between two persons, as they were kneeling uppon their knees, and occupied in prayer as it seemed, wrung the necks of them bothe at one instant clene backward, in somuch that even at a mome[n]t where they kneeled, they stra[n]gely dyed. | “ |